# Split
För andra betydelser, se Split (olika betydelser).
Split (uttal: [splît], italienska: Spalato, se även andra namn) är en stad och stadskommun i Kroatien. Stadskommunen hade 178 192 invånare 2011 varav 167 121 i centralorten.
Split är belägen på Splithalvön vid Adriatiska havet i mellersta Dalmatien. Staden är huvudort i Split-Dalmatiens län och befolkningsmässigt Kroatiens näst största stad. Den är Dalmatiens ekonomiska och kulturella centrum och näst efter huvudstaden Zagreb är Split landets viktigaste utbildningscentrum. Dess viktiga hamn och att den utgör en populär turistort innebär att den har utvecklats till en regional trafikknutpunkt.

## Etymologi och namnformer
Stadsnamnet Splits etymologiska ursprung är inte klarlagt. Den vanligaste teorin är att namnet kan härledas från den i området vanligt förekommande växten spanskginst. De grekiska kolonisatörerna som under antiken grundlade en bosättningen på  platsen för dagens Split kallade kolonin för Aspálathos (Aσπάλαθος) eller Spálathos (Σπάλαθος) – det grekiska namnet för spanskginst. Efter att bosättningen blivit en romersk besittning förvanskades namnet med tiden av romarna till Spalatum eller Aspalatum. Romarnas latinska namn utvecklades under medeltiden till Aspalathum, Spalathum, Spalatrum och Spalatro på det lokala dalmatiska språket. Under folkvandringstiden invandrade slaviska folkstammar till området och deras prägel på staden kom med tiden att växa sig allt starkare. Det slaviserade namnet för staden blev Split eller Spljet. Den italienska namnformen Spalato fick från tidigmodern tid fram till 1900-talets början internationell spridning och var det namn som främst användes internationellt. Först efter första världskrigets slut år 1918 och upprättandet av den nya sydslaviska staten Serbernas, kroaternas och slovenernas kungarike blev det kroatiska (slaviska) namnet för staden officiellt.
Under flera århundraden ansågs det att stadsnamnet kunde härledas ur det latinska ordet 'palatium' (palats) med hänvisning till Diocletianus palats som utgör stadens historiska stadskärna. Olika teorier med koppling till ordet palats utvecklades, så till exempel ansåg den lokale 1200-tals krönikören Thomas, att det latinska namnet Spalatum kunde härledas ur 'Salonae Palatium' (S-palatum, Salona-palatset). Denna teori har sedermera kunnat förkastas, eftersom det på platsen fanns en bosättning innan Diocletianus-palatset uppfördes.

### Smeknamn
Det finns flera smeknamn för Split. Dessa oftast välvilliga lokalt betingade smeknamn, anspelar på stadens karaktär och beskaffenhet. Exempel på sådana vanliga smeknamn är "Velo misto" (Stora byn), "Najlipši grad na svitu" (Vackraste staden i världen), "Cvit Mediterana" (Medelhavets blomma) eller "Najsportski grad na svitu" (Den mest sportiga staden i världen).

## Historia

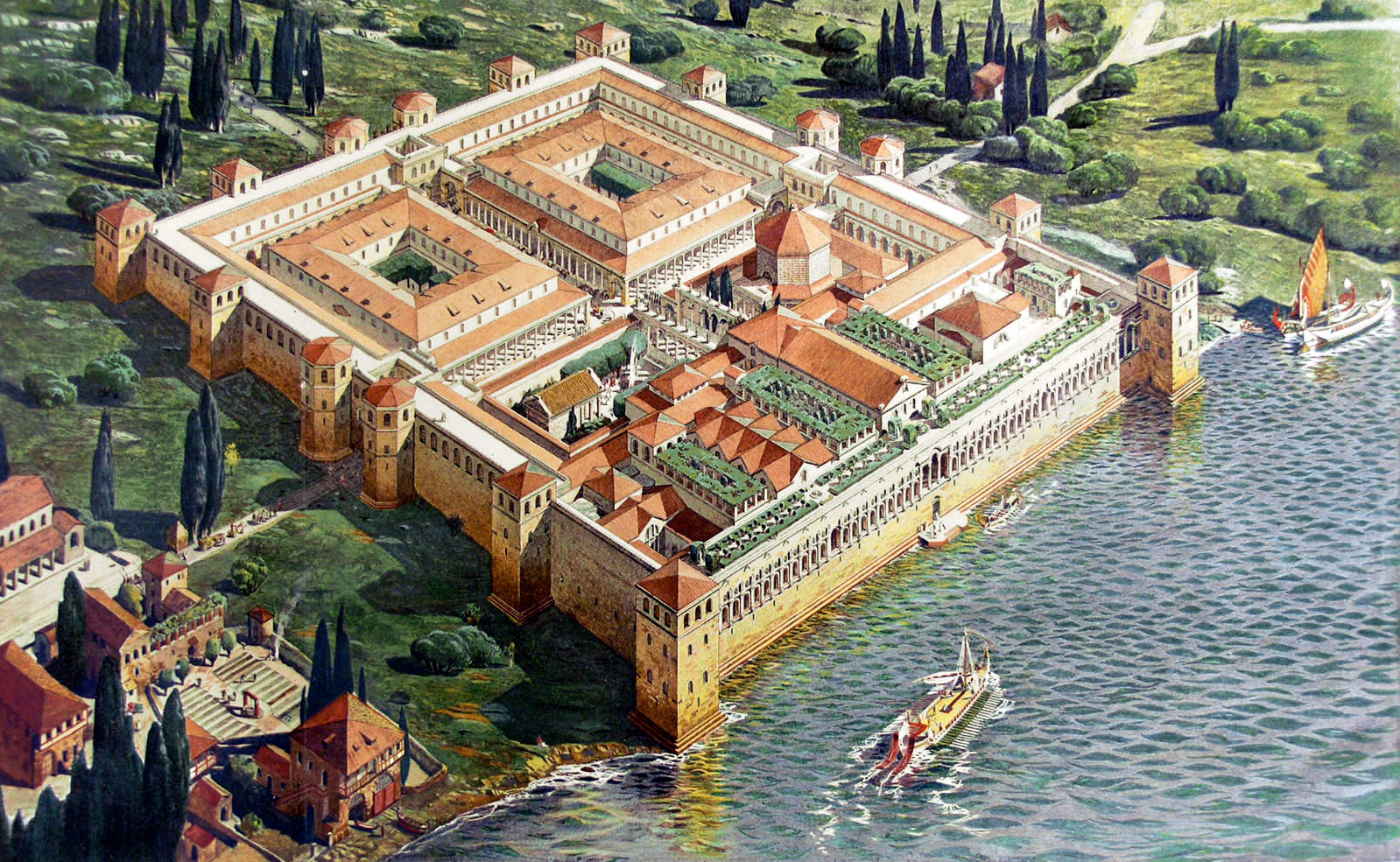
Illustration av Ernest Hébrard föreställande Diocletianus palats som det tros ha framstått omkring år 305.

### Antiken
Splits grundande är starkt förknippat med den romerske kejsaren Diocletianus regering och uppförandet av hans palats under 200-talet. Palatset, Diocletianus palats, är en av de mest välbevarade och största romerska byggnaderna i världen idag. Arkeologiska fynd tyder dock på att staden grundlades långt tidigare, troligtvis som en grekisk koloni vid namn Aspálathos. Området där Split ligger var vid denna tid bebott av illyriska stammar som besegrades av romarna i de Illyriska krigen 229 f.Kr. och 219 f.Kr. Romarna upprättade därefter provinsen Dalmatia, troligtvis uppkallad efter en illyrisk stam vid namn Dalmatae. Den romerska provinsen omfattade ett större område än dagens Dalmatien och sträckte sig från Istrien i norr till Kotorviken i söder. Stora delar av dagens Bosnien och Hercegovina ingick i den romerska provinsen Dalmatien. Vid det Romerska rikets delning år 395 tillföll Split det Västromerska riket. Efter att det Västromerska riket fallit år 476 tog det Bysantinska riket kontrollen över Split.

### Medeltiden
Under 600-talet attackeras området av avarer och slaver. Den då latiniserade slaviska (kroatiska) lokalbefolkningen tog sin tillflykt till öarna utanför Split. Enligt det historiska verket De administrando imperio, skrivet av den bysantinske kejsaren Konstantin Porphyrogennetos under 900-talet, kom staden att tillhöra Paganien (ett dåtida serbiskt rike) och serber bosatte sig i staden. När det Bysantinska riket återtog kontrollen över staden återvände den ursprungliga lokalbefolkningen. Efter att det Bysantinska riket försvagats uppstod en kamp mellan kroaterna och republiken Venedig över herraväldet över staden. Kroaterna hade under 600- och 700-talet grundat flera bosättningar längs med den adriatiska kusten, däribland Šibenik. Under de nästkommande århundradena skulle kroaterna helt komma att dominera Split som redan under medeltiden fick en karaktäristisk kroatisk prägel.

### Modern tid
År 1420 tillföll staden republiken Venedig. Den venetianska administrationen varade fram till år 1797 då republiken upplöstes av Napoleons styrkor. Split tillföll kort därefter österrikarna för att åren 1809-1813 ingå i det av Första franska kejsardömet upprättade och kontrollerade illyriska provinserna. Sedan österrikarna besegrat fransmännen i krig tillföll Split efter Wienkongressen åter Österrike. Split uppgick därefter i kungariket Dalmatien, en av Österrikes (sedermera Österrike-Ungerns) administrativa enheter. Österrikarna kontrollerade därefter staden fram till Österrike-Ungerns upplösning år 1918.
Efter första världskriget avträdde Österrike-Ungern Split samt resterande delar av Dalmatien till Serbernas, kroaternas och slovenernas kungarike (efter år 1929 kallat Jugoslavien).
År 1941 ockuperades staden av och införlivades i det fascistiska Italien. Två år senare intogs staden av de jugoslaviska partisanerna. Därpå följde tysk ockupation. År 1945 befriades staden ånyo och återbördades till Jugoslavien.
Sedan 1991 tillhör staden det självständiga Kroatien.

## Geografi och klimat

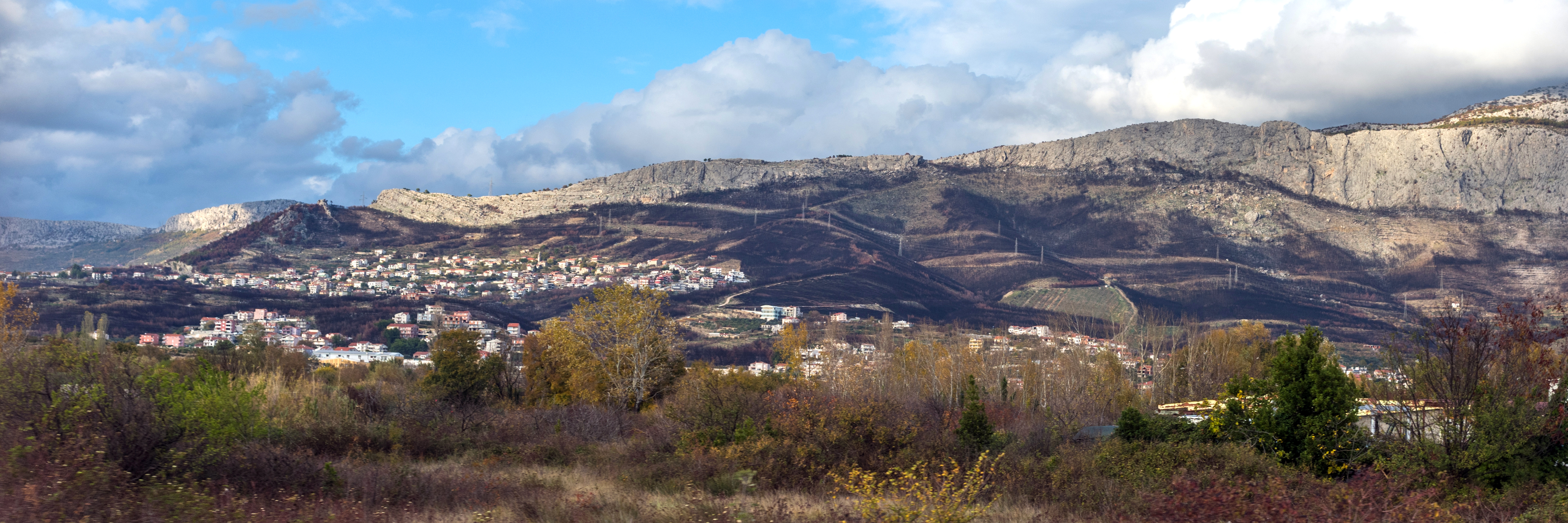
Förstäder till Split efter skogsbrand i juli år 2017.

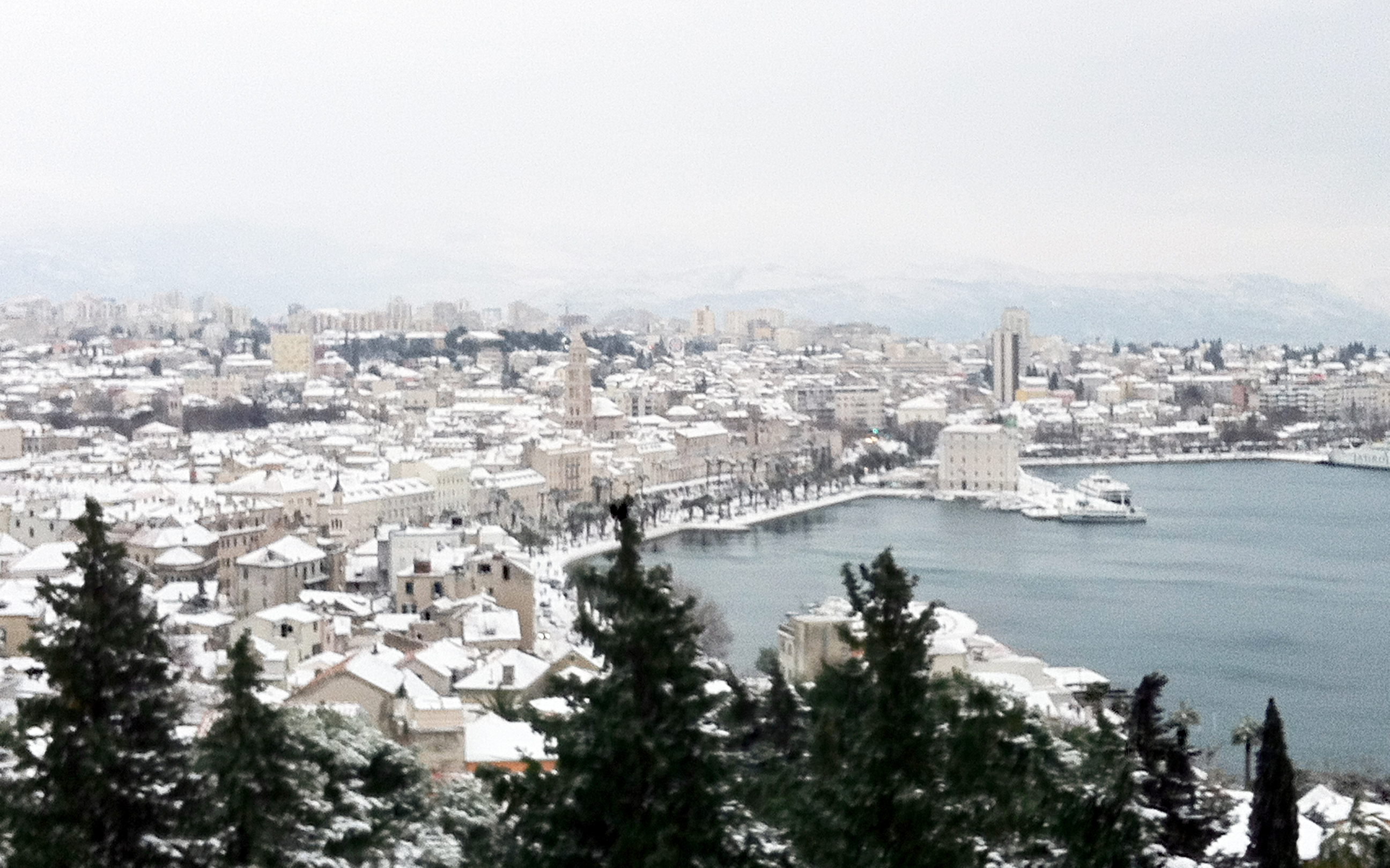
Ett snöklätt Split i februari år 2012.

Staden Split är belägen på Splithalvön i mellersta Dalmatien. Splithalvön skjuter ut från fastlandet i Adriatiska havet och är omgiven av vatten på tre sidor: i norr och väster Kaštela-viken och i söder Split-kanalen. På Splithalvöns västligaste del reser sig den skogbeklädda Marjan-höjden 178 m ö.h. I norr och nordöst utgör åsarna Kozjak (779 m ö.h.) och Mosor (1 339 m ö.h.) en naturlig barriär mot inlandet.
Enligt Köppens klimatklassifikation ligger Split i gränslandet mellan fuktigt subtropiskt klimat (Cfa) och medelhavsklimat (Csa). Stadens klimat präglas nästan helt av närheten till Medelhavet. Detta medför att somrarna är mycket varma och torra med en medeltemperatur på 20–25 grader celsius. Den varmaste perioden infaller vanligtvis i juli–augusti. När torra och varma sydvindar blåser upp från Nordafrika kan värmeböljor på 35–40 grader uppstå. Höstarna och vårarna är korta och regniga till soliga.
Årstiderna avbryts oftast abrupt när sommaren/vintern anländer. Vintrarna domineras av milda sydvästvindar vilka medför milt och mycket nederbördsrikt väder med 5–10 grader i medel. Häftiga oväder med stormar och orkaner, i synnerhet från december till början av januari, är inte ovanliga. Snöfall är ovanliga men förekommer vintertid. Split- och Splitområdet ligger i det kroatiska kustlandskapet som är utsatt för den kraftiga katabatiska vinden Bora som mestadels men inte uteslutande förekommer under denna kalla årstiden.
|                                            | Jan  | Feb  | Mar  | Apr  | Maj  | Jun  | Jul  | Aug  | Sep  | Okt  | Nov   | Dec   |
| ------------------------------------------ | ---- | ---- | ---- | ---- | ---- | ---- | ---- | ---- | ---- | ---- | ----- | ----- |
| Normaldygnets maximitemperaturs medelvärde | 10,2 | 11,0 | 13,7 | 17,4 | 22,5 | 26,7 | 29,8 | 29,5 | 25,1 | 20,0 | 19,9  | 11,5  |
| Normaldygnets minimitemperaturs medelvärde | 5,3  | 5,5  | 7,6  | 10,8 | 15,2 | 18,8 | 21,6 | 21,5 | 18,1 | 14,1 | 9,9   | 6,8   |
|                                            |      |      |      |      |      |      |      |      |      |      |       |       |
| Nederbörd                                  | 77,9 | 64,8 | 63,5 | 62,0 | 54,9 | 50,8 | 27,6 | 42,7 | 66,9 | 78,1 | 111,9 | 105,1 |

| Diagram | temperaturer i °C • månadsnederbörd i mm • Källa: Worldweather.org | temperaturer i °C • månadsnederbörd i mm • Källa: Worldweather.org | temperaturer i °C • månadsnederbörd i mm • Källa: Worldweather.org | temperaturer i °C • månadsnederbörd i mm • Källa: Worldweather.org | temperaturer i °C • månadsnederbörd i mm • Källa: Worldweather.org | temperaturer i °C • månadsnederbörd i mm • Källa: Worldweather.org | temperaturer i °C • månadsnederbörd i mm • Källa: Worldweather.org | temperaturer i °C • månadsnederbörd i mm • Källa: Worldweather.org | temperaturer i °C • månadsnederbörd i mm • Källa: Worldweather.org | temperaturer i °C • månadsnederbörd i mm • Källa: Worldweather.org | temperaturer i °C • månadsnederbörd i mm • Källa: Worldweather.org | temperaturer i °C • månadsnederbörd i mm • Källa: Worldweather.org |
|         | 78 10 5                                                            | 65 11 6                                                            | 64 14 8                                                            | 62 17 11                                                           | 55 23 15                                                           | 51 27 19                                                           | 28 30 22                                                           | 43 30 22                                                           | 67 25 18                                                           | 78 20 14                                                           | 112 20 10                                                          | 105 12 7                                                           |

## Politik och administration

### Politisk ledning
Splits stadsfullmäktige är stadens högsta beslutande organ. Det består av 35 råd (mandatperioden 2017–2021). Råden väljs i allmänna och direkta lokala val och deras mandatperiod löper över fyra år. Stadsfullmäktige sammanträder i en byggnad kallad "Banovina".
Mandatfördelningen i Splits stadsfullmäktige för mandatperioden 2017–2021
|                                           | Politiskt parti/koalitioner | Antal ledamöter | Graf | Graf | Graf | Graf | Graf | Graf | Graf | Graf | Graf | Graf | Graf | Graf |
| 2017                                      | Politiskt parti/koalitioner |                 | Graf | Graf | Graf | Graf | Graf | Graf | Graf | Graf | Graf | Graf | Graf | Graf |
| ----------------------------------------- | --------------------------- | --------------- | ---- | ---- | ---- | ---- | ---- | ---- | ---- | ---- | ---- | ---- | ---- | ---- |
|                                           | HDZ, HSLS, HSS              | 11              |      |      |      |      |      |      |      |      |      |      |      |      |
|                                           | HGS, PG-NG                  | 8               |      |      |      |      |      |      |      |      |      |      |      |      |
|                                           | EH-NHR                      | 7               |      |      |      |      |      |      |      |      |      |      |      |      |
|                                           | MOST                        | 5               |      |      |      |      |      |      |      |      |      |      |      |      |
|                                           | SDP, HNS                    | 5               |      |      |      |      |      |      |      |      |      |      |      |      |
| Källa: Staden Splits officiella webbplats |                             |                 |      |      |      |      |      |      |      |      |      |      |      |      |

### Administrativ indelning
Splits stadskommun är indelad i åtta orter (naselja): Dessa är Donje Sitno (313 invånare), Gornje Sitno (392 invånare), Kamen (1 769 invånare), Slatine (1 106 invånare), tätorten Split (167 121 invånare), Srinjine (1 201 invånare), Stobreč (2 978 invånare) och Žrnovnica (3 222 invånare). Tätorten Split är i sin tur indelad i 27 stadsdistrikt (gradski kotari). Det mest centrala stadsdistriktet är Grad ("Staden") som innefattar Splits historiska stadskärna. Orterna styrs och representeras av en lokalnämndsstyrelse (mjesni odbor) vars medlemmar väljs för en mandatperiod på fyra år. I tätorten Split motsvaras lokalnämndsstyrelserna av stadsdistriktsstyrelser.

### Splits storstadsområde
Split är huvudort i Splits stadsagglomeration, ett storstadsområde bestående av mindre orter och kommuner i stadens närhet som ur geografisk, kulturell, ekonomisk och politisk synpunkt graviterar mot Split. Split stadsagglomeration har mer än 320 000 invånare och upptar en yta om 1 286,86 kvadratkilometer. Förutom Split ingår orterna och kommunerna Dicmo, Dugi Rat, Dugopolje, Kaštela, Klis, Lećevica, Muć, Omiš, Podstrana, Sinj, Solin och Trogir i storstadsområdet.

## Ekonomi och infrastruktur

### Näringsliv
Staden Split är Dalmatiens ekonomiska centrum. I samband med det kroatiska självständighetskriget och övergången till marknadsekonomi i början av 1990-talet minskade den industriella produktionen markant. En del av de traditionella näringsgrenarna såsom varvsindustrin, cementtillverkningsindustrin och livsmedelsproduktionsindustrin överlevde transformationen fast i mindre skala. Skeppsvarvet Brodosplit är alltjämt en stor och lokalt viktig arbetsgivare. Split var tidigare en transitstad. Riktade satsningar i början av 2000-talet gjorde staden till en populär turistdestination och turismnäringen utgör idag en stor del av den lokala ekonomin. Flera nya hotell har sedan 2000-talet etablerats i staden och Split har idag en välutvecklad kultur-, kongress- och manifestationsturism.
Splits hamn är en viktig frakthamn och Kroatiens viktigaste hamn för passagerartrafik. Från hamnen utgår färjor till bland annat den mellandalmatiska skärgården. År 2005 invigdes motorväg A1 som förbinder staden med Zagreb och övriga Europa. I samband med det ökade den ekonomiska aktiviteten i Split. Vid motorvägen i den närliggande kommunen Dugopolje ligger Dugopolje-Podis handelszon som är en viktigt arbetsgivare. Handelszonen har fler arbetstagare än invånare i kommunen.

#### Varuhus, köpcentrum och marknader
Split har ett stort shoppingutbud. Marmonts gata belägen väster om Diocletianus palats är stadens främsta shoppinggata. Utanför stadskärnan finns köpcentrerna City Center one Split, Joker och Mall of Split. I grannkommunen Dugopolje belägen drygt 18 kilometer från Splits centrala färjeläge ligger Dugopolje-Podis handelszon som har flera outlet-butiker.
Splits huvudmarknad eller Pazar som den lokalt kallas ligger öster om Diocletianus palats och är stadens största och mest centrala marknad med bland annat försäljning av frukt, grönsaker, blommor och souvenirer.

### Transport och kommunikationer

#### Busstrafik
Splits stadsbusstrafik trafikeras av det lokala bussbolaget Promet Split. Stadens centrala busstation är belägen vid järnvägsstationen och det centrala färjeläget, sydöst om Diocletianus palats i centrala Split. Flygbussarna till/från flygplatsen avgår/ankommer från den centrala busstationen. Stadsbusstrafiken är indelad i fyra zoner. Biljetter kan köpas direkt på bussen eller i kiosker och priset varierar beroende på zon. Vissa stadsbusslinjer, däribland till Trogir (linje 37) och Omiš (linje 60), avgår från Sukoišans busstation som är belägen i stadsdelen Lovret cirka en kilometer (fågelvägen) norr om centrum.

#### Flygtrafik
Splits flygplats är en internationell flygplats med in- och utrikesförbindelser. Den är belägen i staden Kaštela drygt 24 kilometer nordväst om Split. Sett till antalet passagerare är den Kroatiens näst största flygplats. Flygtrafiken är till stora delar säsongbetonad med flest ankomster och avgångar under sommarmånaderna juni–augusti. År 2018 reste 3 124 067 passagerare via flygplatsen. Flygplatsen och Splits centrala busstation belägen vid hamnen är förbunden med flygbussar. Vid flygplatsen finns taxi, hyrbilsfirmor, restaurang och butiker.

#### Järnvägstrafik
Järnvägstrafiken till och från Split utgår från Splits järnvägsstation, som är belägen bredvid stadens färjeläge och centrala busstation strax öster om Diocletianus palats. Från Split utgår Dalmatienbanan norrut mot Knin och vidare mot huvudstaden Zagreb. Tåglinjen Split–Zagreb trafikeras av tågtypen InterCity Nagibni (ICN). Det statliga järnvägsbolagets Hrvatske željeznices regionaltåg med lok och vagnar går till bland annat Zadar.
Från Splits järnvägsstation utgår även Splits pendeltåg som stannar vid sju stationer mellan Split och Kaštel Stari. Det finns långt gångna planer på att förlänga pendeltågslinjen så att den i framtiden även förbinder flygplatsen med Splits centrum.

#### Sjöfart
Splits centrala färjeläge är Kroatiens viktigaste hamn för passagerartrafik och utgör ett nav och viktig knutpunkt för färjetrafiken i mellersta Dalmatien. Från Split utgår trafik till skärgården, bland annat öarna Brač, Hvar och Vis, men även internationella färjelinjer till bland annat Ancona i Italien. Genom Jadrolinijas färjerutter är Split förbundet med flera andra kroatiska kuststäder, från Rijeka i norr till Dubrovnik i söder.
Split är även förläggningsort för den kroatiska marinen, som har sitt högkvarter vid Loras flottbas i den norra delen av staden.

#### Vägnät
Strax utanför Split går motorvägen A1 som i nordlig riktning leder mot huvudstaden Zagreb via bland annat Šibenik, Zadar och Karlovac. I sydlig riktning leder den till Ploče och mot Dubrovnik. Den lokala kustvägen riksväg D8, den kroatiska delen av Adriamagistralen, leder i nordvästlig riktning mot turistorterna Kaštela, Trogir och Primošten. Åt sydost leder samma kustväg mot Podstrana och Omiš. Splits ringled är en år 2021 delvis utbyggd ringled kring Split. När den står färdig i sin fulla längd kommer den att förbinda Trogir (via Split) med Omiš.

## Demografi

### Könsfördelning, etniska och religiösa grupper
Av Splits 178 102 invånare (2011) är 93 625 kvinnor och 84 477 män. En absolut majoritet, 171 389 personer eller 96,23 procent av invånarna, är kroater. Den största etniska minoriteten är serberna vars antal uppgår till 2 533 personer eller 1,42 procent av stadens befolkning. Ingen av stadens övriga minoriteter uppgår ensamma till mer än en procent att den totala befolkningen. 153 434 personer eller 86,15 procent av invånarna uppgav att de var katoliker i folkräkningen år 2011.

### Befolkningsutveckling
| Splits befolkningsutveckling åren 1857–2011 Källa: Kroatiska statistiska centralbyrån |

### Språk och dialekter
I Split talas officiellt standardkroatiska som grundar sig på štokavisk dialekt med ijekavisk uttal. Staden ligger dock i čakavisktalande dialektområde och den lokala varianten av denna som talas i Split är sydčakaviska som åtnjuter speciellt status som ett av Kroatiens immateriella kulturarv.  I samband med befolkningstillväxt och inflyttning av štokavisktalande människor, företrädesvis från det dalmatiska inlandet och Hercegovina, har den lokala dialekten under 1900-talet tryckts undan allt mer. Den historiskt dominerande dialekten čakaviska med ikaviskt uttal talas dock alltjämt, i synnerhet i informella sammanhang och har även färgat den lokalt talade standardformen av kroatiska.

### Invånare

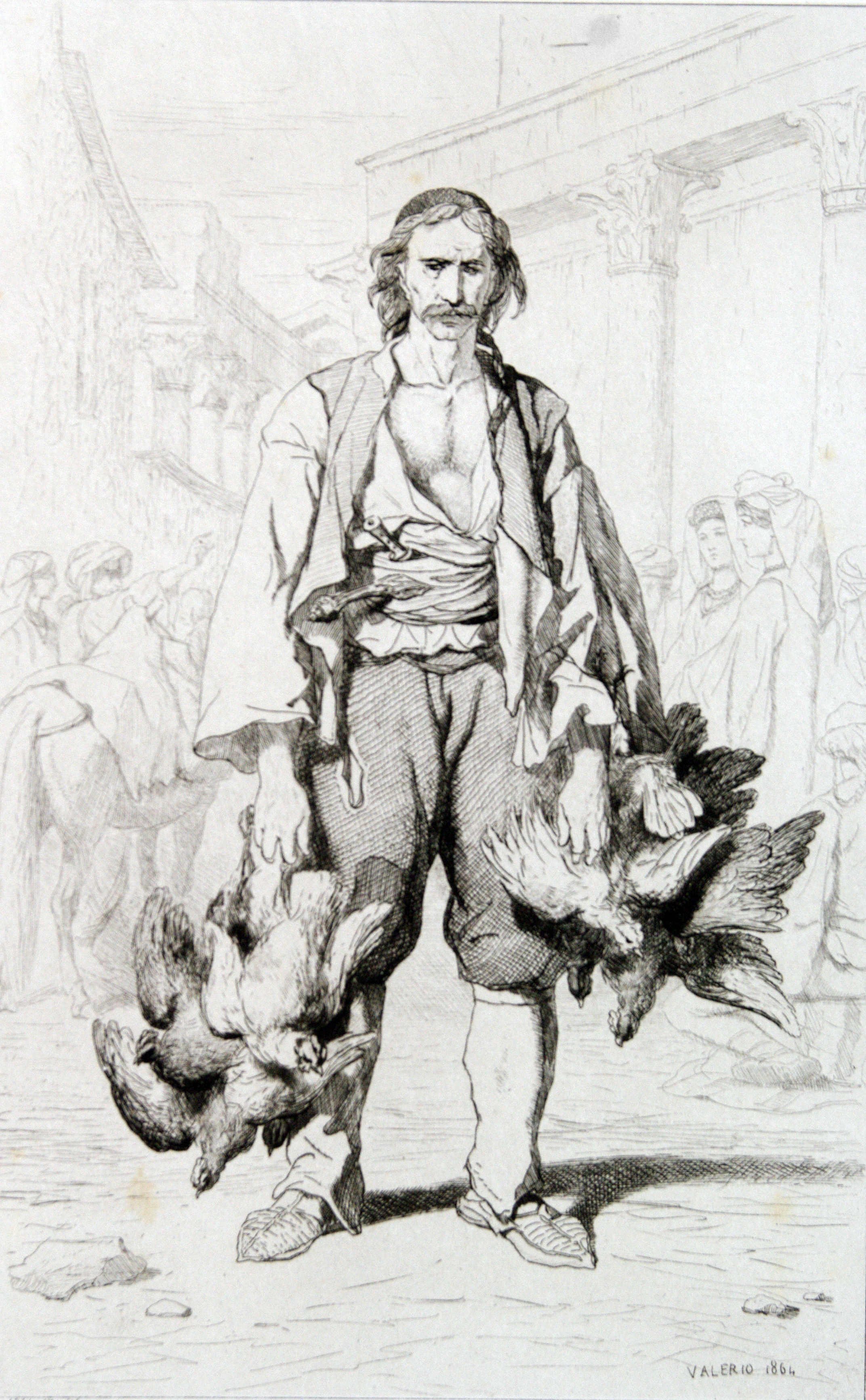
Avbildning av en "vlaj" (morlak) i Split år 1864.

Även om Splits invånare för utomstående kan tyckas vara homogena delas de lokalt och traditionellt in i tre olika socialgrupper benämnda "fetivi", "boduli" och "vlaji". Indelningen har delvis en humoristisk eller sarkastisk underton och används inte minst inom satiren. Fetivi tillhör de inhemska urbana familjerna. De anses vara de ursprungliga Splitborna och är stolta över sin stad och dess historia. Enligt stereotypen har de utvecklat, förfinat och gjort det till en konst att tala snabbt utan att knappt röra läpparna. En annan pejorativ benämning för denna grupp är "mandrili" med betydelsen 'mandriller' (en typ av västafrikansk apa). Fetivi utgör idag en minoritet i Split. Benämningen boduli avser inflyttade personer från de mellandalmatiska öarna utanför Split eller individer som härstammar från inflyttade öbor. De flesta av dessa kom i samband med den tilltagande industrialiseringen under 1800-talet och början av 1900-talet till Split från de närliggande öarna – många gånger i jakten på ett bättre liv. Enligt de lokala stereotyperna anses boduli vara gnidna och hålla sig för sig själva. Benämningen vlaji (lokaldialektal benämning för valaker) avser inflyttade personer från det dalmatiska inlandet och är en term som ibland bär negativa konnotationer. De två första grupperna, fetivi och boduli, delar en gemensam mediterransk kultur och har samma dialektala bakgrund (čakavisk dialekt) medan vlaji talar štokavisk dialekt. Vlaji immigrerade till Split företrädesvis efter andra världskriget och bosatte sig då i de nya höghus som uppfördes utanför den historiska stadskärnan. De anses idag utgöra en majoritet av stadens befolkning.
Indelningen av Splitborna i olika grupper är en typ av social stratifiering där gruppen fetivi är synonyma med sofistikerade stadsmänniskor och vlaji anses vara deras motsats – bönder och okultiverade människor från landsbygden. Benämningarna är inte unika (de används i andra dalmatiska kuststäder som haft en liknande urban utveckling och inflyttning av människor) men är speciellt uttalade i Split. Även om vlaji som grupp personifierar den "okultiverade landsbygdsbefolkningen" har de även hyllats för sina insatser inom skeppsvarvs- och tillverkningsindustrin samt uppbyggnaden av Split efter andra världskriget. Det lokala uttrycket att ha gått på "vlajfakulteten" kan liknas vid det svenska uttrycket att ha gått "livets hårda skola".

## Kultur och samhälle

### Arkitektur, stadsbild och byggnadsverk (urval)
I Split finns flera historiska byggnader i olika byggnadsstilar som speglar stadens 1 700 år långa historia. Bredvid Pula i nordvästra Kroatien är Split den stad i Kroatien med de mest betydelsefulla byggnadsverken från romartiden. En alldeles särskild och betydande roll upptar det världsarvslistade Diocletianus-palatset som är en del av stadens historiska stadskärna.

#### Palats och historiska byggnader

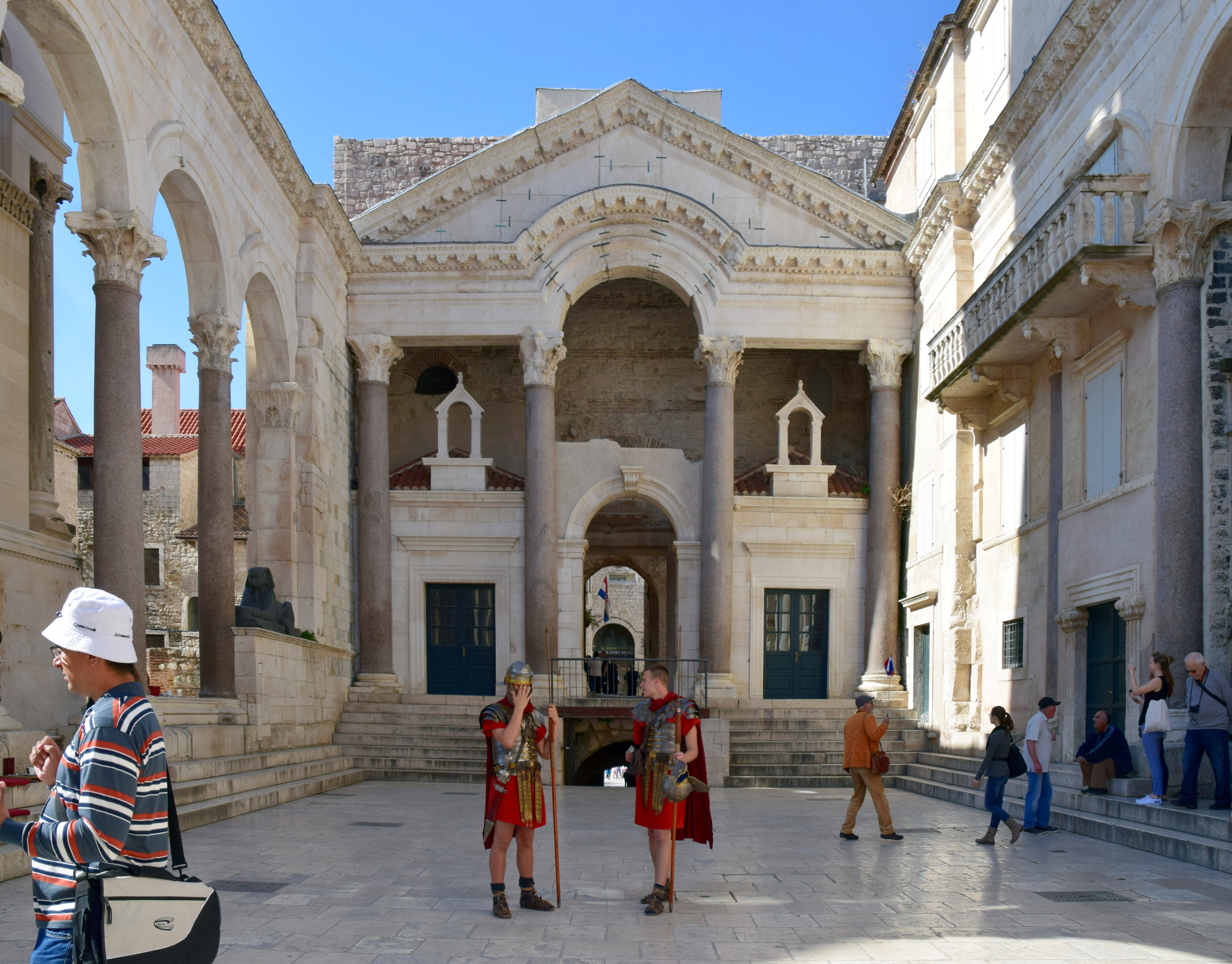
Peristylen, Diocletianus-palatsets "hjärta" och dess mest centrala plats.

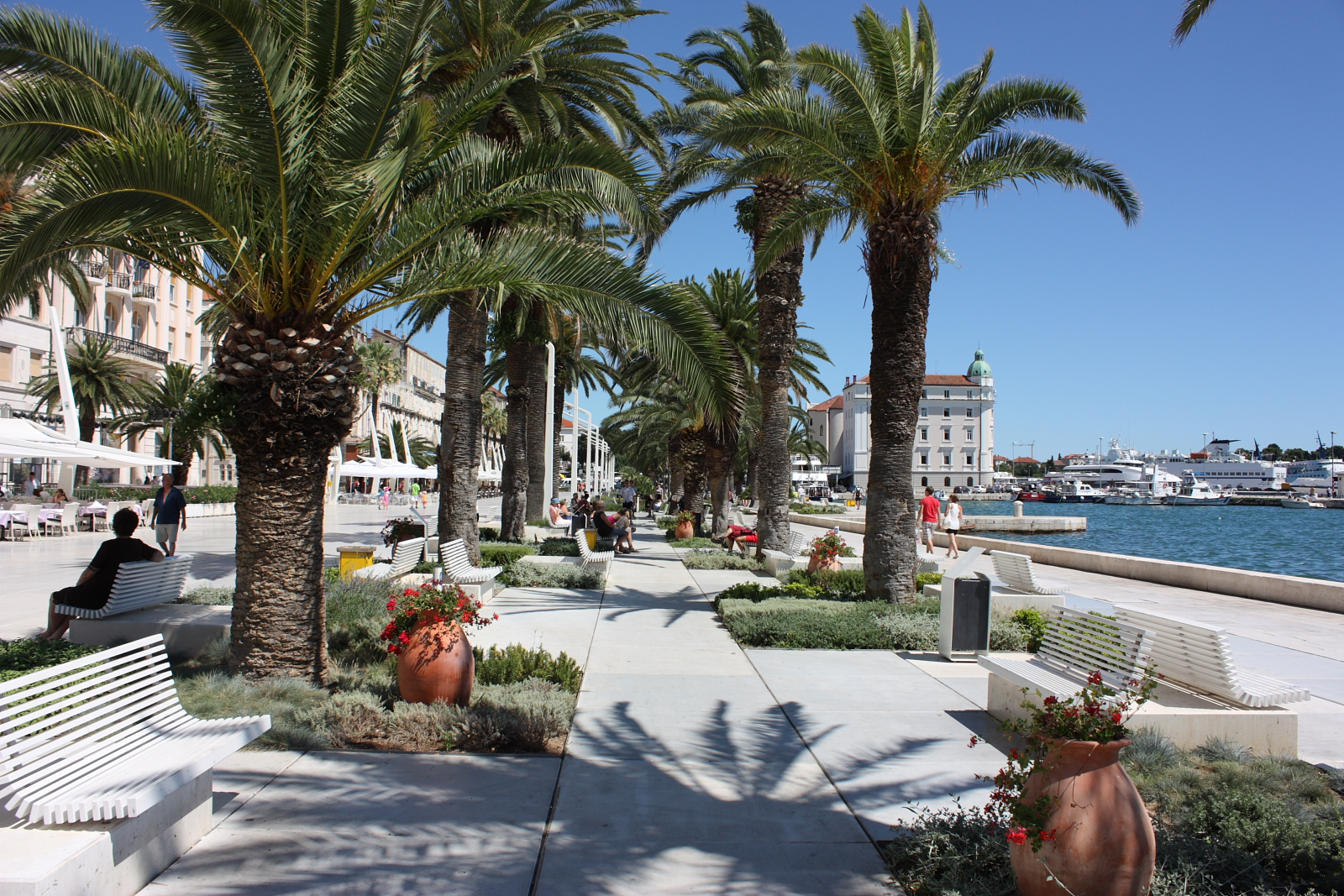
Splits hamnpromenad, lokalt kallad Riva, år 2009.

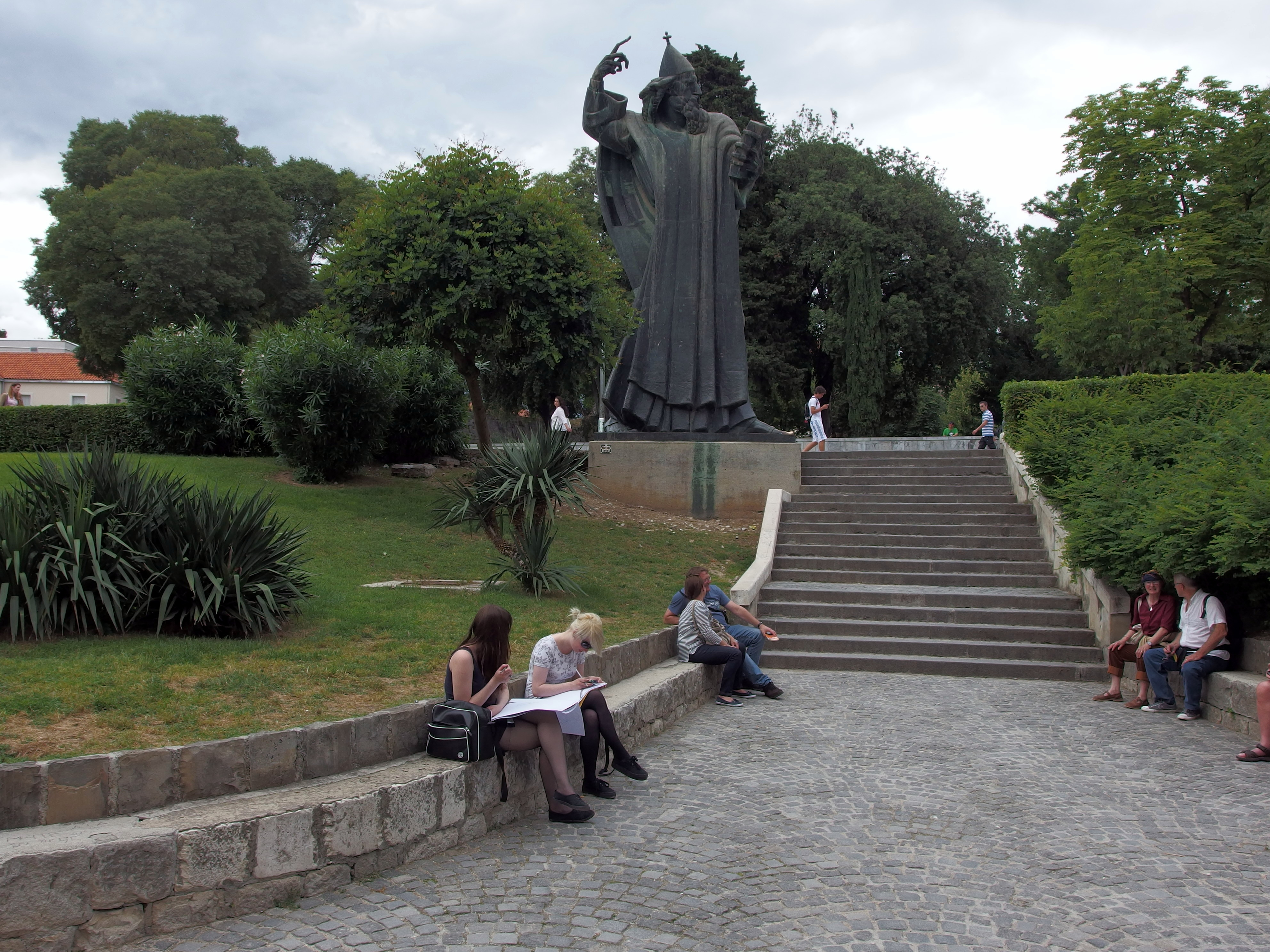
Gregorius av Nin-statyn som föreställer 900-talsbiskopen Gregorius av Nin är ett verk av Ivan Meštrović. Den finns i tre upplagor. Statyn i Split är den största av dem. De två kopiorna står i Nin och Varaždin respektive.

- Diocletianus palats – ursprungligen ett romerskt palats, uppfördes i slutet av 200-talet och utgör idag Splits historiska stadskärna och främsta turistattraktion. Av palatsets fyra portar Gyllene porten, Järnporten, Mässingsporten och Silverporten är den förstnämnda den största. I palatset ligger bland annat den forna kejsarens tidigare mausoleum, numera Sankt Domnius katedral, och Jupiters tempel. Delar av palatsets källare är öppna för allmänheten att besöka. Palatset är ett av världens största och bäst bevarade romerska byggnadsverk.[25]
- Gripeborgen – borg med rötter från 1600-talet belägen i stadsdelen Gripe. Rymmer idag Sjöfartsmuseumeet.
- Ärkebiskopens palats – palats som uppfördes åren 1901–1904 i nyrenässansstil och är säte för ärkebiskopen av Split-Makarskas ärkestift.

#### Religiösa byggnader och anläggningar
De allra flesta religiösa byggnaderna i Split har anknytning till den romersk-katolska kyrkan. Till de mest framstående religiösa byggnaderna räknas Sankt Domnius katedral, Sankt Franciskus kloster och kyrka, Vår Fru av Hälsans kloster och kyrka, Helige Andes kyrka och Johannes dopkapell. I Split finns även en av Europas äldsta synagogor (Splits synagoga) med rötter från 1500-talet och på Marjans östra sluttningar ligger Gamla judiska begravningsplatsen.

#### Gator och torg
- Hamnpromenaden – gågata mellan Diocletianus palats och Adriatiska havet som kantas av restauranger och kaféer.
- Marmonts gata – Splits främsta shoppinggata belägen väster om Diocletianus palats.
- Peristylen – Diocletianus-palatsets historiska torg.
- Pjaca – det moderna Splits centrala torg beläget strax väster om Diocletianus palats.
- Prokurative – ett torg som inte sällan är den centrala platsen för kulturella evenemang.

#### Parker och naturområden
Strossmayers park eller Đardin som den lokalt kallas anlades under 1800-talet och är Splits huvudsakliga stadspark. Höjden Marjan som reser sig väster om staden är ett populärt frilufts- och rekreationsområde som sedan år 1964 uppbär status som naturpark.

### Kultur, nöjen och idrott

#### Evenemang, festivaler och mässor

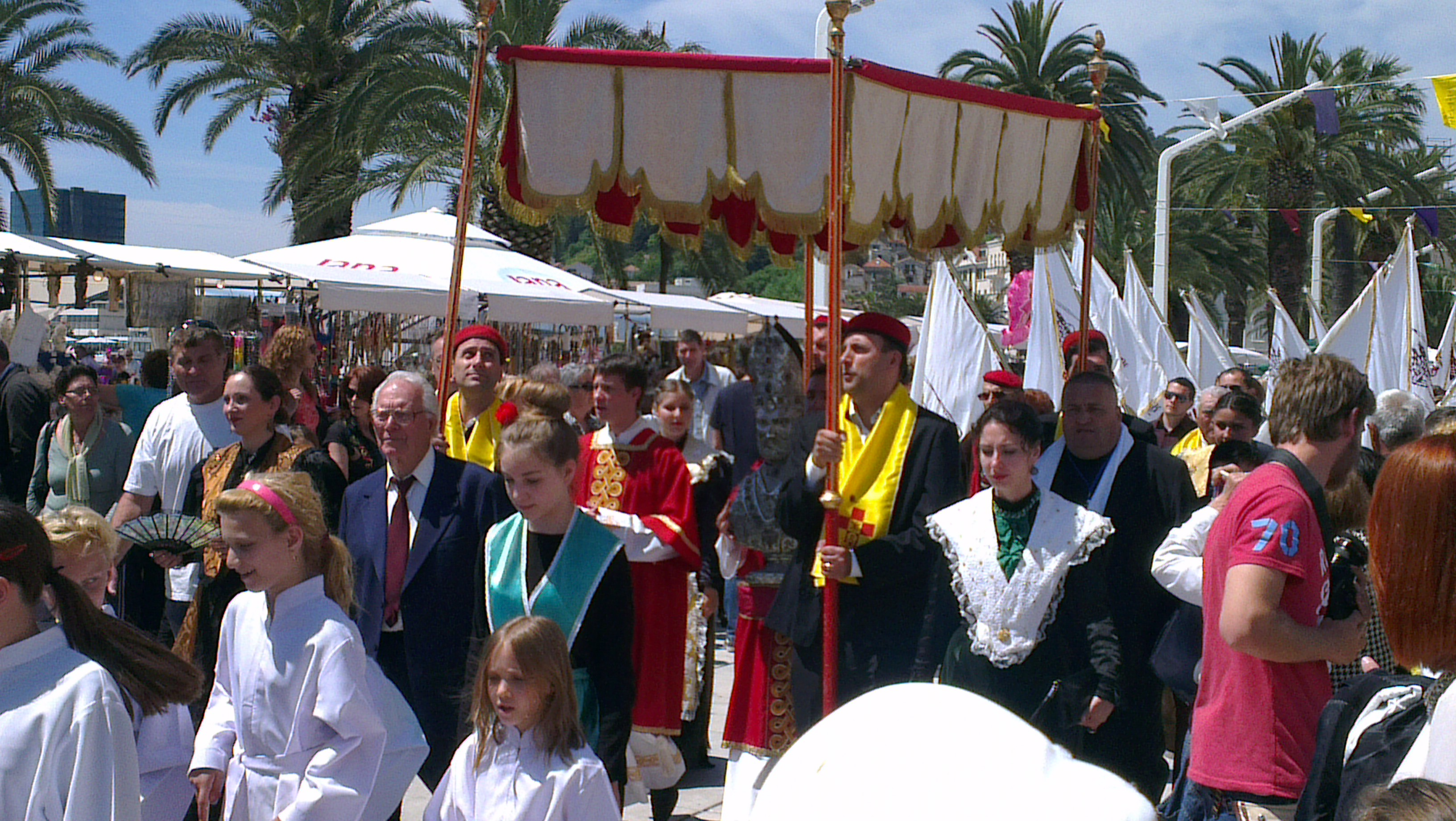
Den 7 maj varje år kulminerar Sankt Domnius fest, i folkmun kallad Sudamja, med att relikerna efter stadens skyddshelgon Sankt Domnius bärs under procession.

- Cro Patria – sedan år 1995 årligen återkommande internationell sammankomst, festival och tävling med deltagande körer, kompositörer och poeter från hela världen.[27]
- Croatia Boat Show – Kroatiens största[28] båtmässa som sedan år 1998, vanligtvis i april månad, samlar båtlivsintresserade. Platsen för båtmässan är hamnen vid Splits hamnpromenad.
- Sankt Domnius fest – årligen återkommande religiös och kulturell festlighet som kulminerar den 7 maj då Split firar stadens dag och sitt lokala skyddshelgon Sankt Domnius.[29]
- Splits filmfestival – sedan år 1996 årligen återkommande internationell filmfestival.[30]
- Splits sommarfestival – sedan år 1954 årligen återkommande kulturfestival med bland annat klassisk musik, opera, teater, balett och folklore.[31]
- Splitfestivalen – sedan år 1960 årligen återkommande musikfestival och en av Kroatiens främsta popmusikfestivaler.
- Split Pride – sedan år 2011 årligen återkommande HBTQ-festival och prideparad.
- Ultra Europe – sedan år 2013 i juli årligen återkommande elektronisk musikfestival.[32]

#### Insignier och symboler
I formell mening representeras staden Split av ett stadsvapen, en stadsflagga och stadshymnen Marjane, Marjane. Diocletianus, Diocletianus palats och Sankt Domnius katedral avbildade i grafisk form utgör ibland, i synnerhet turistiska och kulturella sammanhang, informella symboler.
Den nuvarande versionen av Splits stadsvapen antogs år 1991 och har sitt ursprung i Splits historiska vapen som i olika men liknande utformningar använts sedan tidigt 1300-tal. Splits nuvarande stadsflagga antogs år 1995 och är blå i tonande nyanser. Centralt på flaggan finns en vit stiliserad avbildning av Sankt Domnius-katedralens klocktorn.

#### Museer och gallerier
I Split finns flera museer med olika inriktningar, bland annat Arkeologiska museet, Etnografiska museet, Illusionsmuseet, Konstgalleriet Meštrović-galleriet, Split-katedralens skattkammare, Museet för kroatiska arkeologiska monument, Naturhistoriska museet och zoologiska trädgården, Stadsmuseet, Sjöfartsmuseet och Froggyland, ett museum med uppstoppade grodor.

#### Sportutövning och sportanläggningar

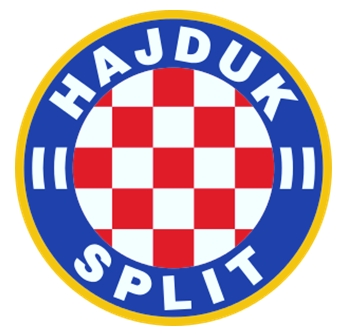
Hemmalaget Hajduk Splits logotyp syns i allehanda sammanhang i staden. Den finns avbildad på bland annat souvenirer, banderoller och dekaler.

I Split finns flera aktiva sportklubbar och organisationer. Den största publika sporten är fotboll och det främsta och internationellt mest kända hemmalaget är Hajduk Split. Flera av Kroatiens mest framgångsrika individuella idrottare kommer från Split, däribland Duje Draganja (simning), Goran Ivanišević (tennis) och Blanka Vlašić (höjdhopp).
Staden Split har stått värd för flera internationella sporttävlingar och evenemang, däribland Europamästerskapen i friidrott år 1990, världsmästerskapet i handboll för damer år 2003, världsmästerskapet i handboll för herrar år 2009  och Europamästerskapet i handboll för herrar år 2018. Den traditionella och populära vatten- och bollsporten picigin påstås vara utvecklad i Split som lokalinvånarna inte sällan kallar den "mest sportsliga staden i världen". Till stadens mer betydande sportobjekt räknas Gripes sportcenter, Poljudstadion, Spaladium Arena och Ungdomsparkens sportcenter.

#### Teatrar
Nationalteatern i Split är stadens främsta scen för teater.

### Hälsa och sjukvård
Splits kliniska sjukvårdscenter är Split-Dalmatiens läns centrala sjukhus och södra Kroatiens största och främsta sjukhus. Sjukhuset består av tre enheter belägna på olika platser i staden: Firules och Križines kliniska sjukvårdscenter i Bačvice och Toplices kliniska sjukvårdscenter i centrum.

### Utbildning och forskning

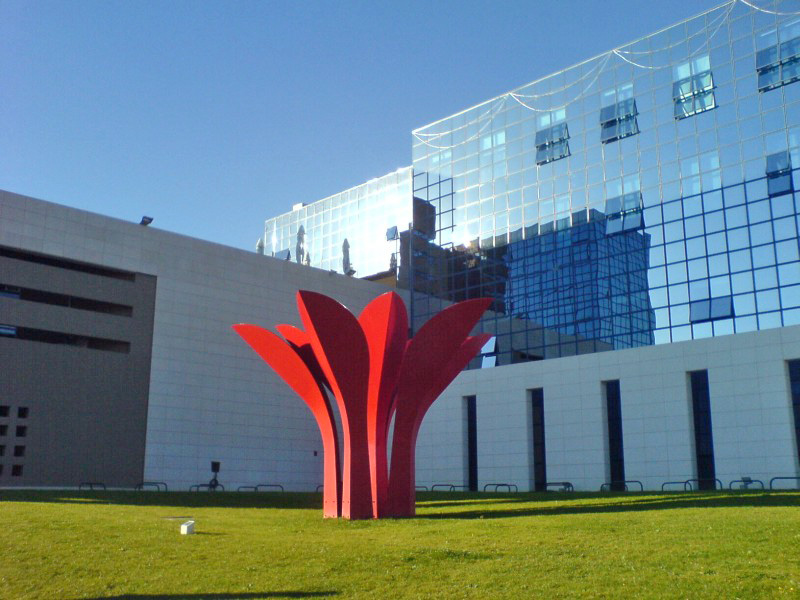
Ekonomiska fakulteten, Splits universitet, år 2010.

Split är näst efter huvudstaden Zagreb landets viktigaste utbildningscentrum. I Split finns 27 grundskolor som drivs i stadens regi, 26 gymnasieskolor och ett universitet.  Splits universitet invigdes år 1974 och hade 11 fakulteter, 1 konstakademi och 4 avdelningar år 2019. Universitetet har över 20 000 studenter och är stadens främsta lärosäte för högre studier.
Flera vetenskapliga eller kulturella institut är förlagda och verksamma i Split, däribland Institutet för oceanografi och fiske, Institutet för adriatiska kulturer och karstförbättring, Kroatiska hydrografiska institutet, Teologi-kateketiska institutet, Franciskanerinstitutet för fredsforskning, Medelhavsinstitutet för livsforskning och Kroatiska civilingenjörsinstitutet.

### Split i fiktion
Split har bland annat använts som inspelningsplats för den prisbelönta TV-serien Game of Thrones. Scener till serien har spelats in i Diocletianus-palatsets källare och på Papalićeva ulica (Papalić-gatan) i centrala Split. Scenerna i säsong 4 och 5 då Daenerys förvarar sina drakar spelades in i Diocletianus-palatsets källare.

## Kända personligheter födda i Split (urval)
- Duje Draganja (1983–) – simmare
- Goran Ivanišević (1971–) – tennisspelare
- Marko Marulić (1450–1524)[42]  – poet
- Mate Parlov (1948–2008) – boxare
- Ivo Sanader (1953–) – tidigare premiärminister
- Franz von Suppé (1819–1895) – kompositör
- Thomas ärkediakonen (ca. 1200–1268)[42] – ärkediakon, historiker och krönikör
- Ante Trumbić (1864–1938)[42] – borgmästare, politiker och utrikesminister
- Blanka Vlašić (1983–) – höjdhoppare

## Internationella relationer

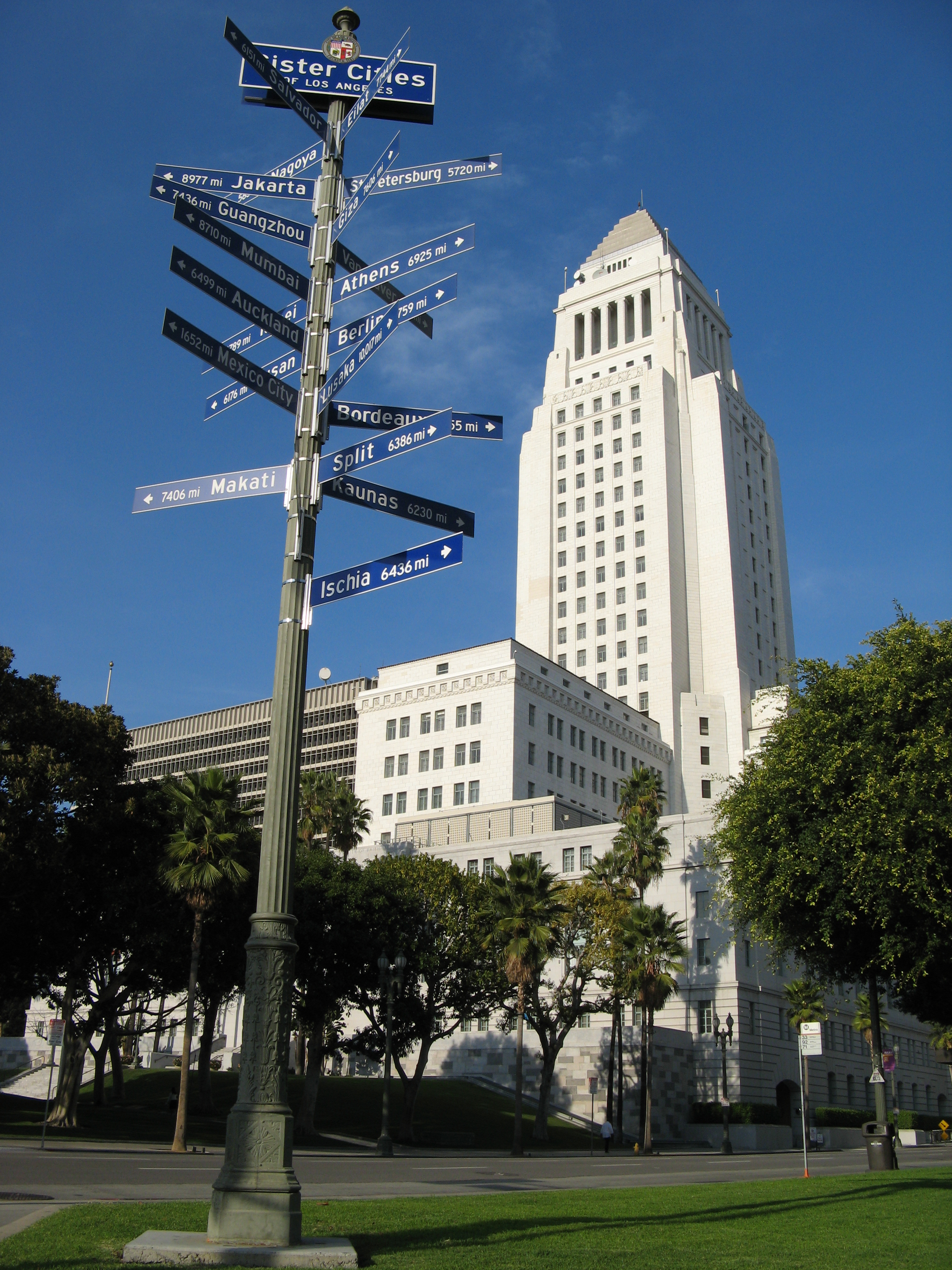
Vägvisare vid Los Angeles City Hall i amerikanska Los Angeles som visar avståndet till stadens vänorter. På en av skyltarna anges stadens Splits namn och avståendet mellan de två vänorterna: 6 386 engelska mil (cirka 10 281 kilometer).

### Utländska konsulat
- Chile
- Danmark
- Finland
- Italien
- Nederländerna
- Schweiz
- Slovenien
- Storbritannien
- Sverige
- Tjeckien
- Tyskland
- Österrike

* Källa: Visitsplit.com – Splits turistråds officiella webbplats. Läst 23 februari 2019. (engelska)

### Vänorter
- Cockburn (Australien)
- Mostar (Bosnien och Hercegovina)
- Antofagasta (Chile)
- Gladsaxe (Danmark)
- Štip (Nordmakedonien)
- Trondheim (Norge)
- Ostrava (Tjeckien)
- Beth Shemesh (Israel)
- Ancona (Italien)
- Velenje (Slovenien)
- Dover (Storbritannien)
- Charlottenburg-Wilmersdorf (Tyskland)
- Odessa (Ukraina)
- Los Angeles (USA)

* Källa: Split.hr – Staden Splits officiella webbplats. Läst 23 februari 2019. (kroatiska)

## Bildgalleri

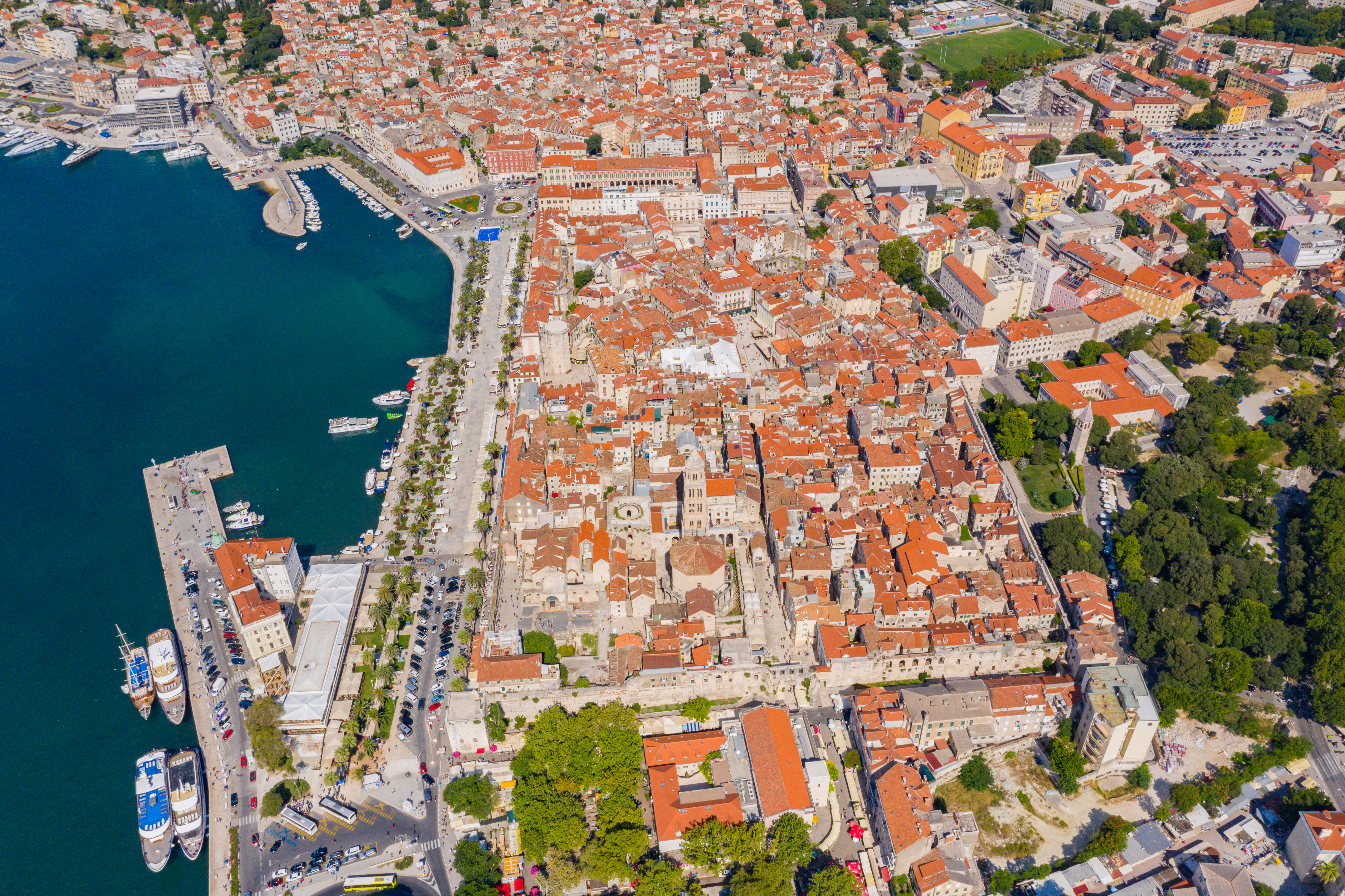
Vy över Gamla stan och det forna romerska Diocletianus-palatset som utgör en del av Splits historiska stadskärna.
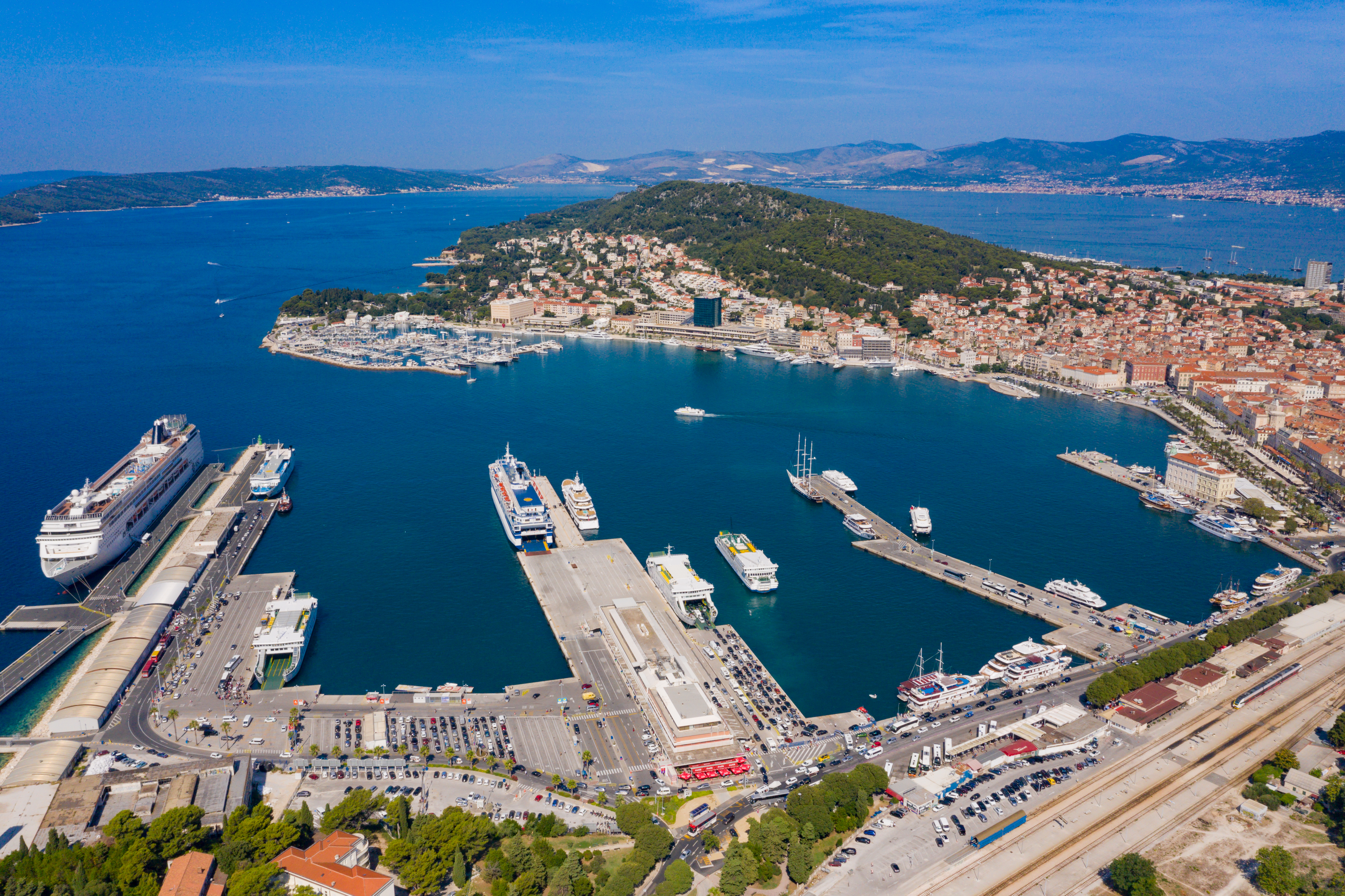
Splits hamn och centrala färjeläge.
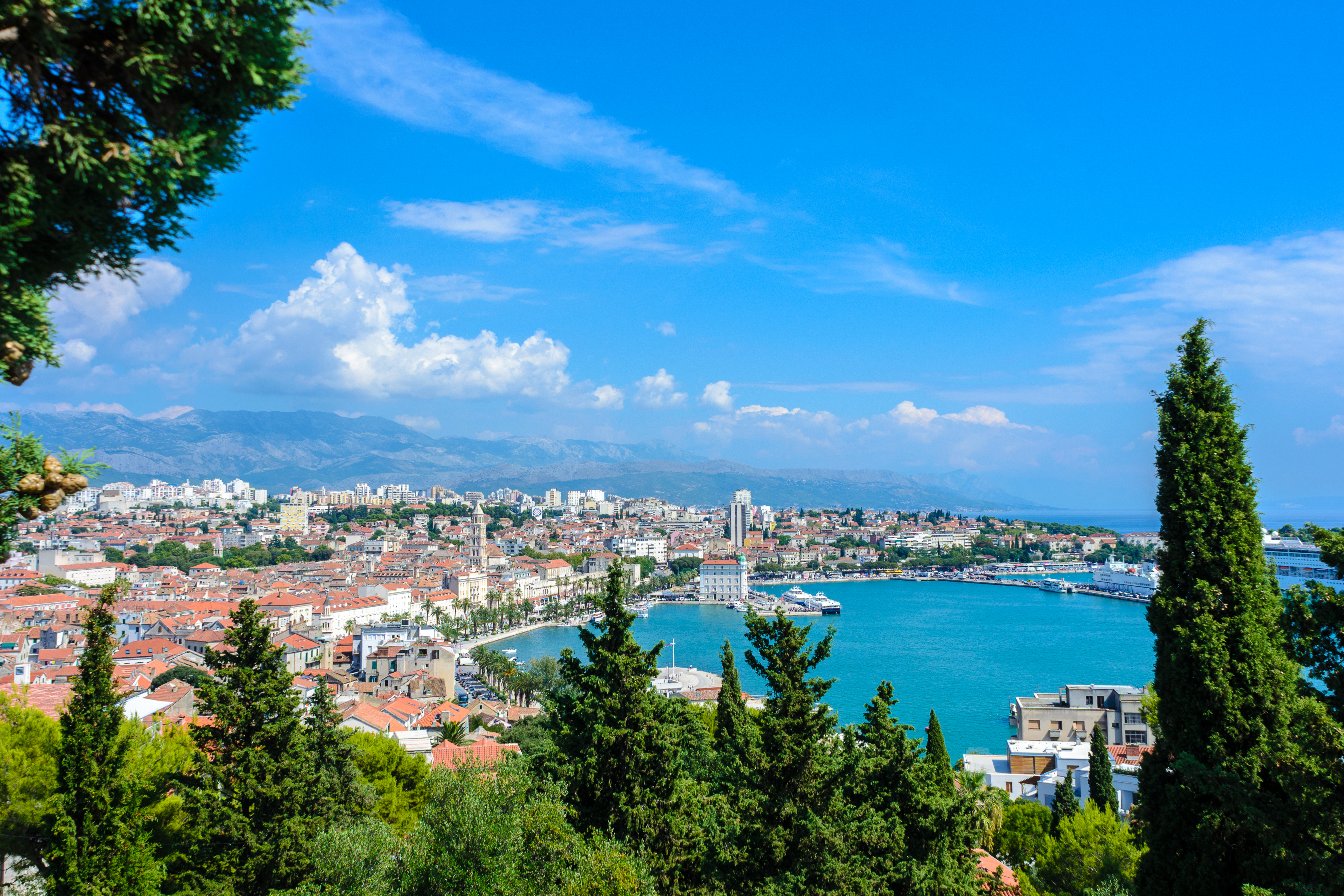
Vy mot Split från Marjan-höjden.
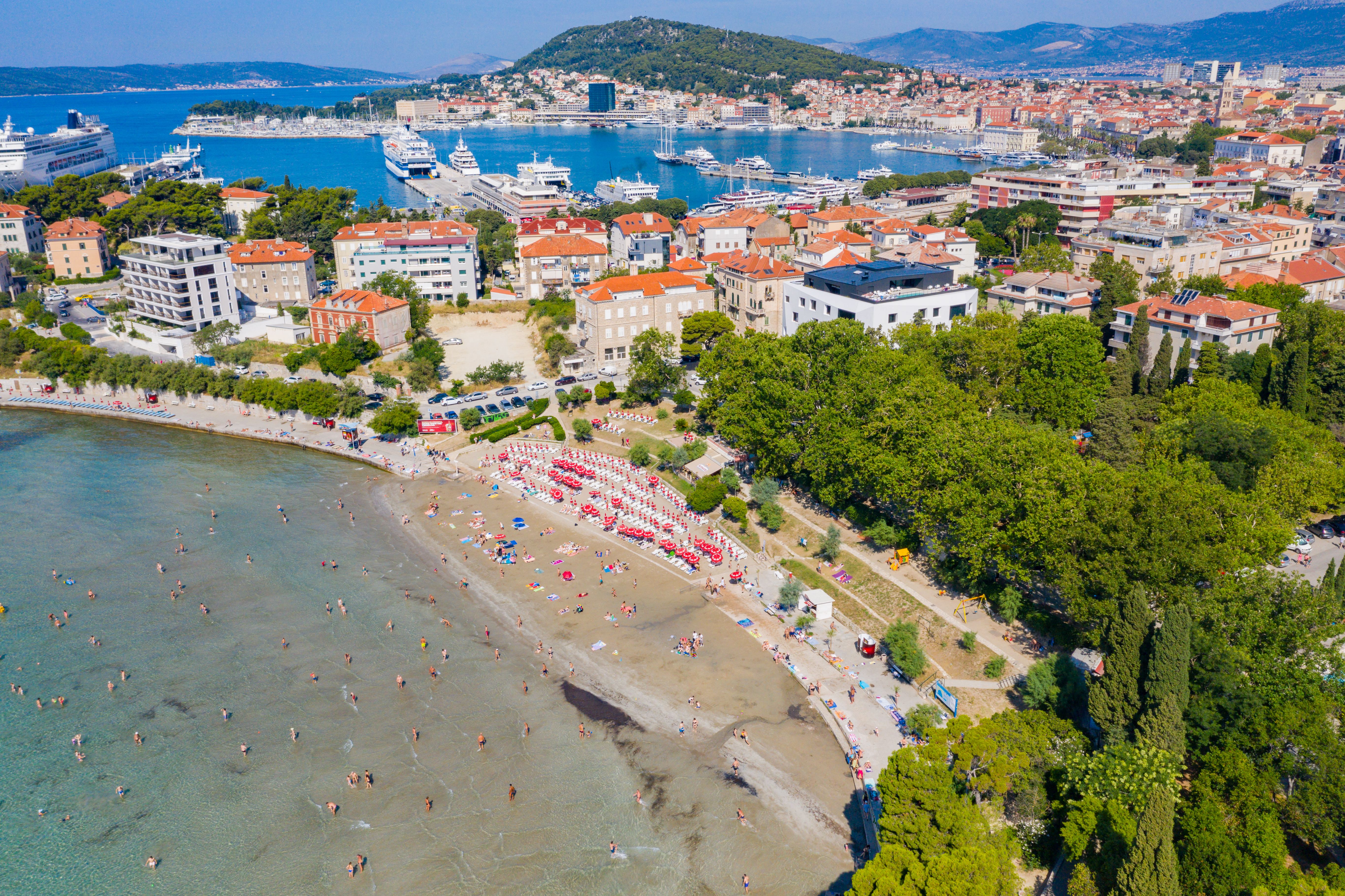
Stadsstranden i Bačvice.
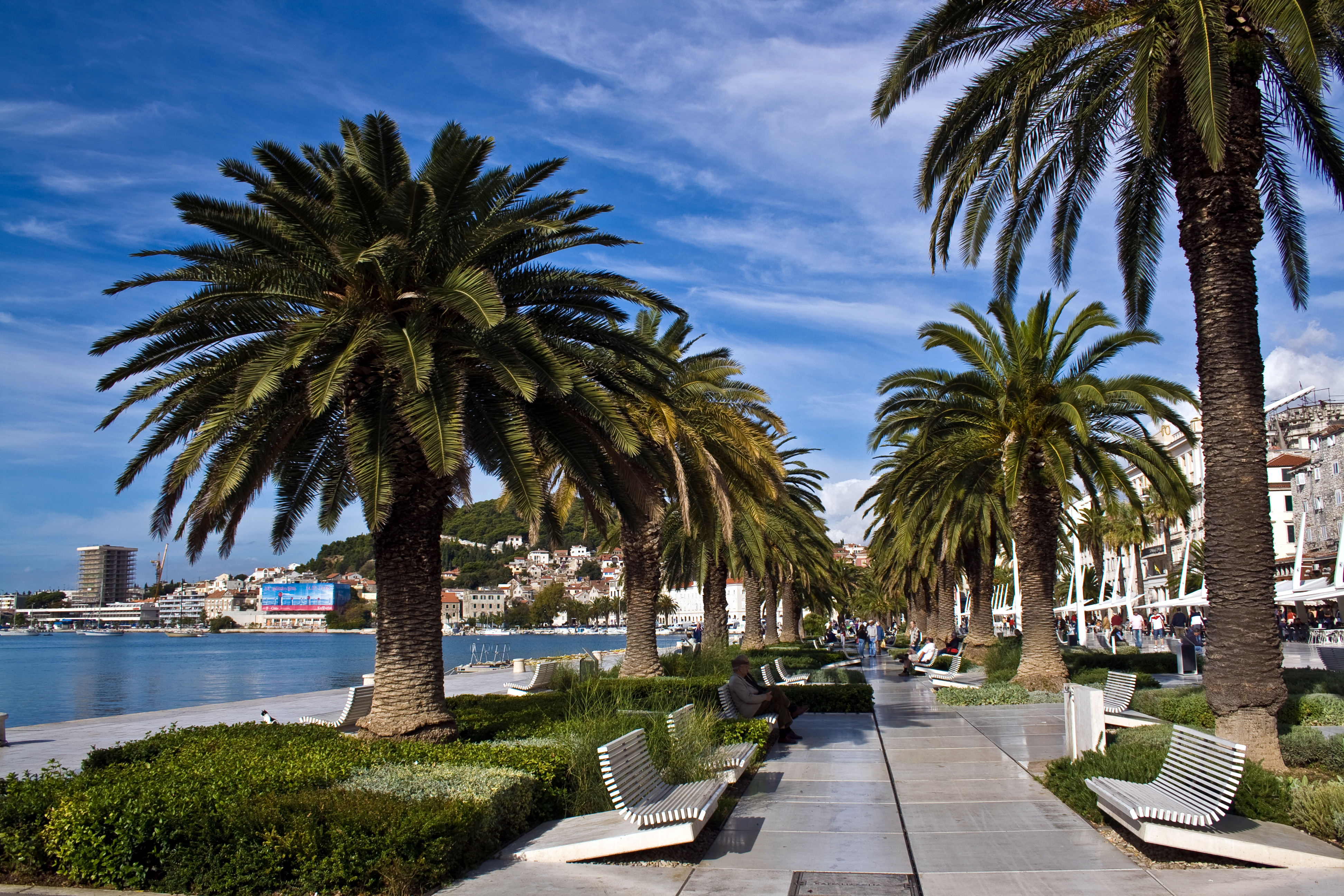
Del av "Riva" – Splits hamnpromenad.
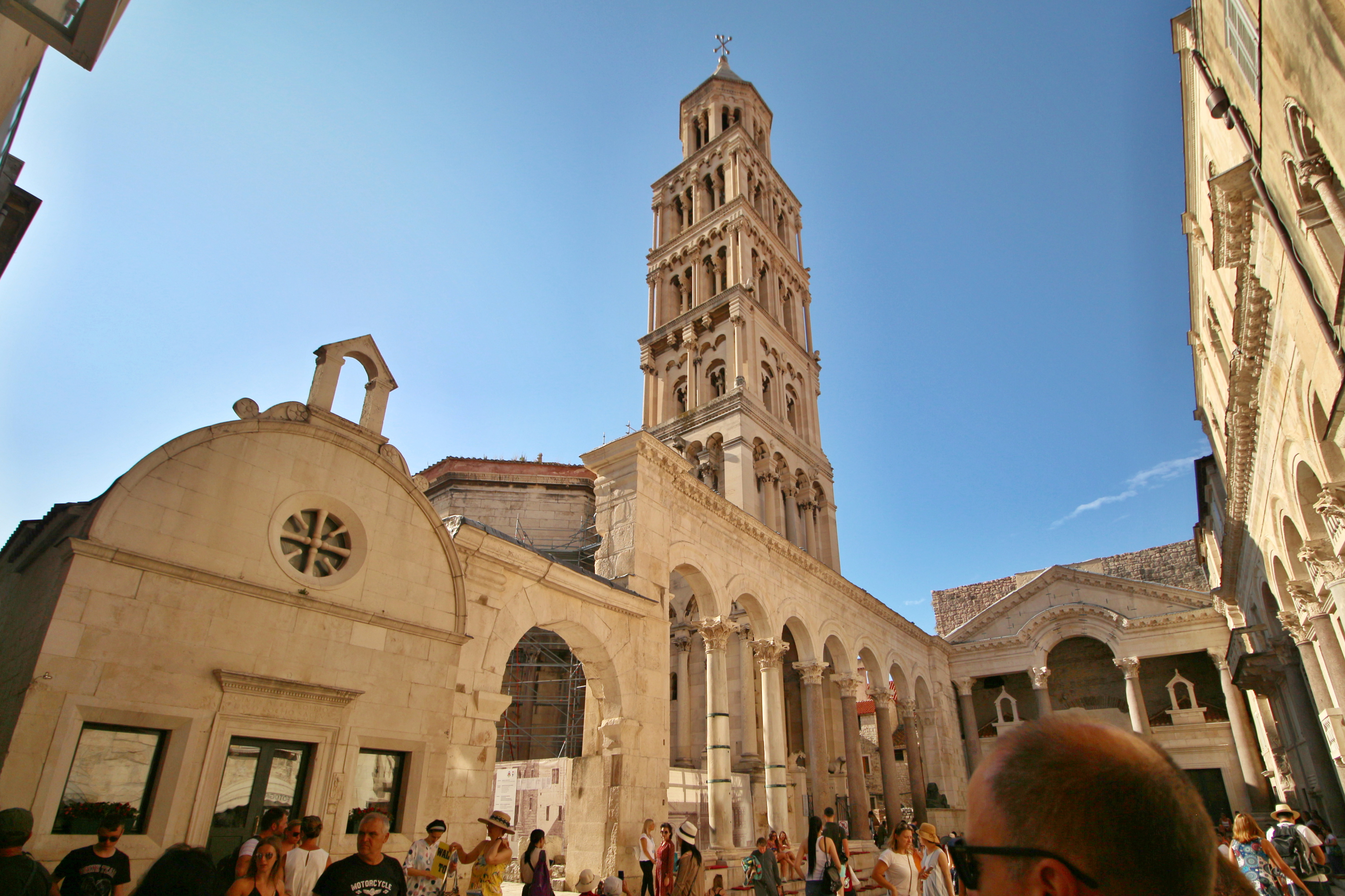
Diocletianus-palatsets historiska torg (Peristylen) och Sankt Domnius-katedralen.
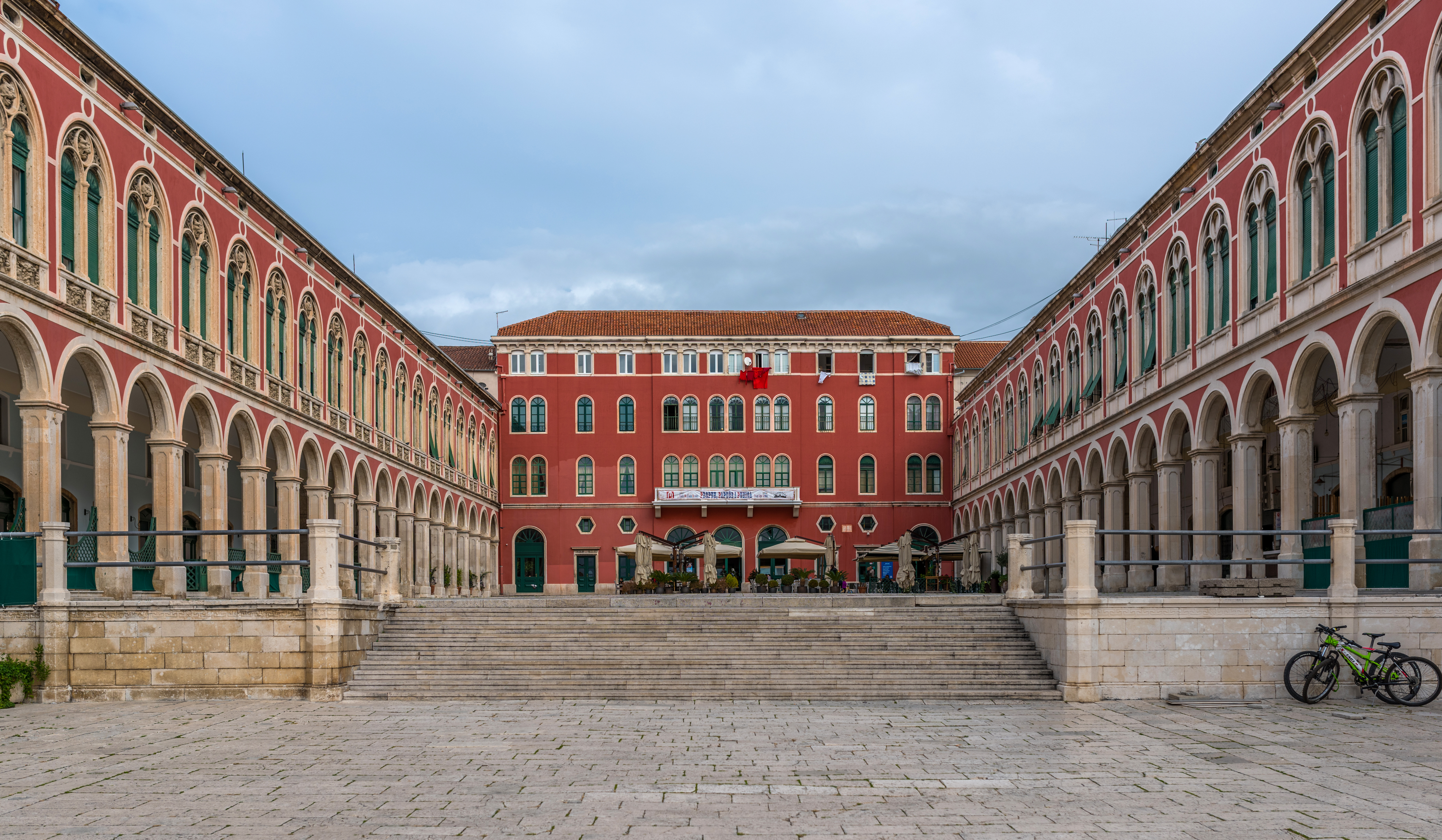
Torget Prokurative.
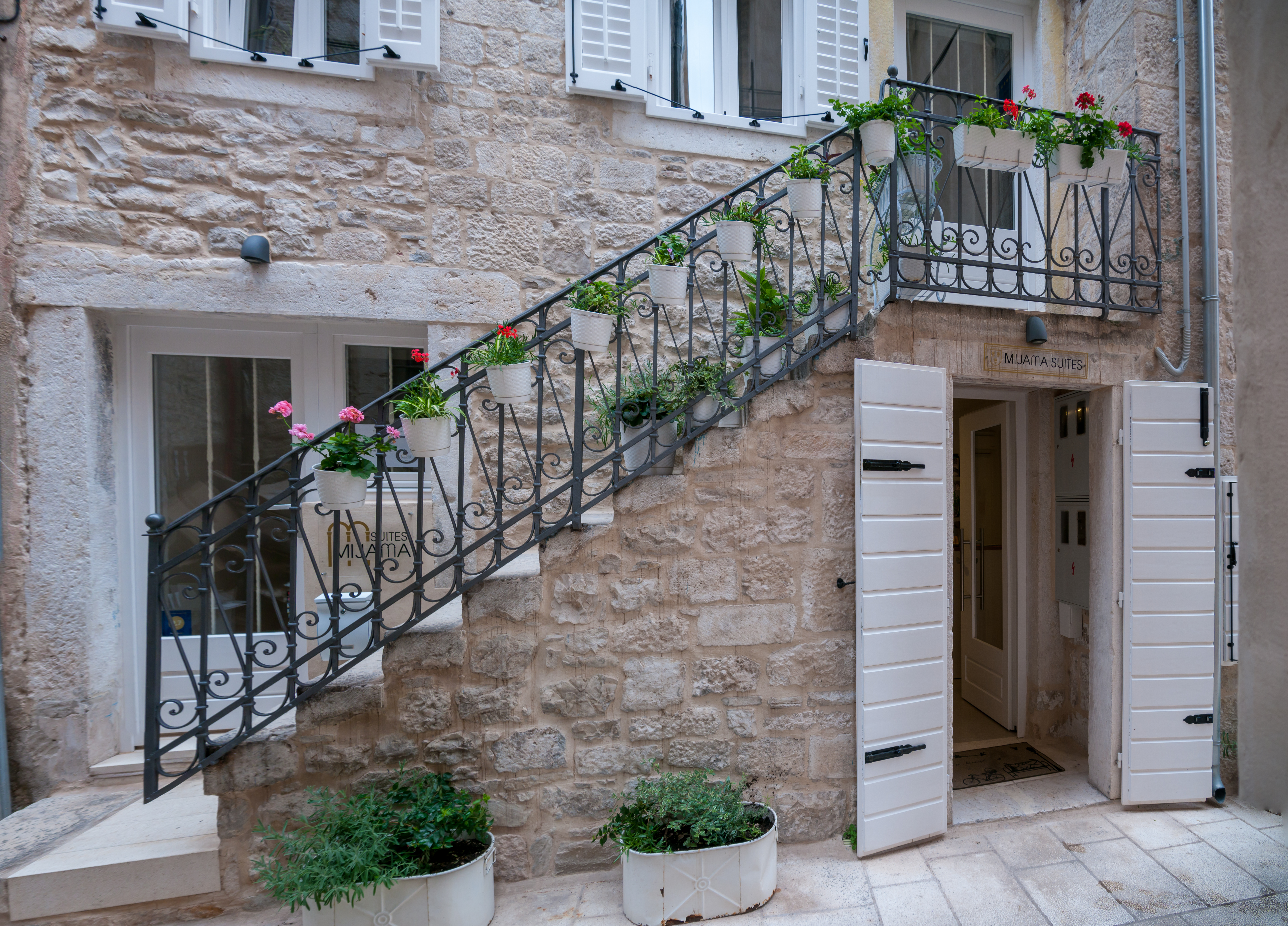
En av Gamla stans många gränder.